# PASOK
Mișcarea Socialistă Panelenică (în greacă Πανελλήνιο Σοσιαλιστικό Κίνημα, transliterat: Panellínio Sosialistikó Kínima, pronunțat [paneˈlini.o sosi.alistiˈko ˈcinima]), cunoscută în mare sub acronimul PASOK, (/pəˈsɒk/; ΠΑΣΟΚ, pronunțat [paˈsok]) este un partid politic social democrat din Grecia. Până în 2012, a fost unul dintre cele două mari partide ale țării, alături de Noua Democrație, principalul său rival.
Ca urmare a prăbușirii dictaturii militare din Grecia din 1967-1974, PASOK a fost fondat pe 3 septembrie 1974 ca un partid socialist, socialist democratic și naționalist.
Anterior fiind cel mai mare partid de stânga din Grecia între 1977 și 2012, PASOK și-a pierdut mult din sprijinul popular ca urmare a crizei datoriei din Grecia. Când a început criza, PASOK a fost la conducere și a negociat primul pachet de salvare a Greciei cu troica europeană, care a necesitat măsuri dure de austeritate. Acest lucru a cauzat o prăbușire în popularitate ca urmare a crizei economice, partidul a făcut parte din două coaliții guvernamentale din 2011 până în 2015, timp în care mai multe măsuri de austritate a fost luate ca răspuns la criză. Datorită măsurilor menționate și a crizei, la alegerile din 2009, PASOK a trecut de la cel mai mare partid din Parlamentul Greciei cu 160 de locuri (43,92% din votul popular) la alegerile din 2009 la cel mai mic partid cu 13 locuri (4,68% din votul popular) la alegerile din ianuarie 2015. Acest declin a devenit cunoscut sub numele de Pasokificare.
Pentru a opri declinul partidului, Fofi Gennimata a fost aleasă ca nou președinte al partidului și a format o alianță politică cunoscută sub numele de Angajamentul Democratic (DISI). La alegerile din septembrie 2015, DISI a fost al patrulea cel mai votat partid. În 2018, PASOK a fuzionat într-o nouă alianță politică a partidelor de centru-stânga, din nou conduse de Gennimata, numită Mișcarea pentru Schimbare (KINAL), devenind al treilea partid ca mărime din parlament la alegerile din 2019.

## Afilieri europene și internaționale
PASOK este membru al Internaționalei Socialiste, Alianței Progresiste și al Partidului Socialiștilor Europeni. Europarlamentarii PASOK fac parte din grupul Alianței Progresiste a Socialiștilor și Democraților (S&D) din Parlamentul European.
Pasokificarea se referă la declinul în ceea ce privește spectrul politic al partidelor de centru-stânga în Europa.

## Rezultate electorale

### Parlamentul Greciei
| Alegeri         | Parlamentul Greciei | Parlamentul Greciei | Parlamentul Greciei | Parlamentul Greciei | Parlamentul Greciei | Poziție | Guvern               | Lider               |
| Alegeri         | Voturi              | %                   | ±pp                 | Locuri câștigate    | +/−                 | Poziție | Guvern               | Lider               |
| --------------- | ------------------- | ------------------- | ------------------- | ------------------- | ------------------- | ------- | -------------------- | ------------------- |
| 1974            | 666,413             | 13.58%              | Nou                 | 12 / 300            | ▲12                 | 3       | Opoziție             | Andreas Papandreou  |
| 1977            | 1,300,025           | 25.34%              | +11.76              | 93 / 300            | ▲81                 | 2       | Opoziție             | Andreas Papandreou  |
| 1981            | 2,726,309           | 48.07%              | +22.73              | 172 / 300           | ▲79                 | 1       | Guvern               | Andreas Papandreou  |
| 1985            | 2,916,735           | 45.82%              | −2.25               | 161 / 300           | ▼11                 | 1       | Guvern               | Andreas Papandreou  |
| Iunie 1989      | 2,551,518           | 39.13%              | −6.69               | 125 / 300           | ▼36                 | 2       | Opoziție             | Andreas Papandreou  |
| Noiembrie 1989  | 2,724,334           | 40.67%              | +1.54               | 128 / 300           | ▲3                  | 2       | Guvern ecumenic      | Andreas Papandreou  |
| 1990            | 2,543,042           | 38.61%              | −2.06               | 123 / 300           | ▼5                  | 2       | Opoziție             | Andreas Papandreou  |
| 1993            | 3,235,017           | 46.88%              | +8.27               | 170 / 300           | ▲47                 | 1       | Guvern               | Andreas Papandreou  |
| 1996            | 2,814,779           | 41.49%              | −5.39               | 162 / 300           | ▼8                  | 1       | Guvern               | Costas Simitis      |
| 2000            | 3,007,596           | 43.79%              | +2.40               | 158 / 300           | ▼3                  | 1       | Guvern               | Costas Simitis      |
| 2004            | 3,003,988           | 40.55%              | −3.34               | 117 / 300           | ▼41                 | 2       | Opoziție             | George Papandreou   |
| 2007            | 2,727,279           | 38.10%              | −2.45               | 102 / 300           | ▼15                 | 2       | Opoziție             | George Papandreou   |
| 2009            | 3,012,373           | 43.92%              | +5.82               | 160 / 300           | ▲58                 | 1       | Guvern               | George Papandreou   |
| Mai 2012        | 833,452             | 13.18%              | −30.74              | 41 / 300            | ▼119                | 3       | Niciun guvern format | Evangelos Venizelos |
| Iunie 2012      | 756,024             | 12.28%              | −0.80               | 33 / 300            | ▼8                  | 3       | Guvern de coaliție   | Evangelos Venizelos |
| Ianuarie 2015   | 289,469             | 4.68%               | −7.60               | 13 / 300            | ▼20                 | 7       | Opoziție             | Evangelos Venizelos |
| Septembrie 2015 | 341,390 (DISY)      | 6.28% (DISY)        | +1.60               | 16 / 300            | ▲3                  | 4       | Opoziție             | Fofi Gennimata      |
| 2019            | 457,519 (KINAL)     | 8.10% (KINAL)       | +1.82               | 19 / 300            | ▲3                  | 3       | Opoziție             | Fofi Gennimata      |
| Mai 2023        | 676,166 (KINAL)     | 11.46%% (KINAL)     | +3.36               | 40 / 300            | ▲21                 | 3       | Alegeri anticipate   | Nikos Androulakis   |
| Iunie 2023      | 617,045 (KINAL)     | 11.85% (KINAL)      | +0.39               | 32 / 300            | ▼8                  | 3       | Opoziție             | Nikos Androulakis   |

### Parlamentul European
| Parlamentul European | Parlamentul European | Parlamentul European | Parlamentul European | Parlamentul European | Parlamentul European | Parlamentul European | Parlamentul European |
| Alegeri              | Voturi               | %                    | ±pp                  | Locuri câștigate     | +/−                  | Poziție              | Lider                |
| -------------------- | -------------------- | -------------------- | -------------------- | -------------------- | -------------------- | -------------------- | -------------------- |
| 1981                 | 2,278,030            | 40.1%                | Nou                  | 10 / 24              | ▲10                  | 1                    | Andreas Papandreou   |
| 1984                 | 2,476,491            | 41.6%                | +1.5                 | 10 / 24              | ▬0                   | 1                    | Andreas Papandreou   |
| 1989                 | 2,352,271            | 35.9%                | −5.7                 | 9 / 24               | ▼1                   | 2                    | Andreas Papandreou   |
| 1994                 | 2,458,619            | 37.6%                | +1.7                 | 10 / 25              | ▲1                   | 1                    | Andreas Papandreou   |
| 1999                 | 2,115,844            | 32.9%                | −4.7                 | 9 / 25               | ▼1                   | 2                    | Costas Simitis       |
| 2004                 | 2,083,327            | 34.0%                | +1.1                 | 8 / 24               | ▼1                   | 2                    | George Papandreou    |
| 2009                 | 1,878,859            | 36.6%                | +2.6                 | 8 / 22               | ▬0                   | 1                    | George Papandreou    |
| 2014                 | 458,403 (Elia)       | 8.0% (Elia)          | −28.6                | 2 / 21               | ▼6                   | 4                    | Evangelos Venizelos  |
| 2019                 | 436,726 (KINAL)      | 7.7% (KINAL)         | −0.3                 | 2 / 21               | ▬0                   | 3                    | Fofi Gennimata       |

## Liderii partidului
| # | # | Lider               | Portret | Mandat            | Mandat             | Prim-ministru       |
| - | - | ------------------- | ------- | ----------------- | ------------------ | ------------------- |
|   | 1 | Andreas Papandreou  |         | 3 septembrie 1974 | 23 iunie 1996†     | 1981–1989 1993–1996 |
|   | 2 | Costas Simitis      |         | 30 June 1996      | 8 febuarie 2004    | 1996–2004           |
|   | 3 | George Papandreou   |         | 8 February 2004   | 18 martie 2012     | 2009–2011           |
|   | 4 | Evangelos Venizelos |         | 18 martie 2012    | 14 iunie 2015      | —                   |
|   | 5 | Fofi Gennimata      |         | 14 iunie 2015     | 25 octombrie 2021† | —                   |
|   | 6 | Nikos Androulakis   |         | 13 decembrie 2021 | În funcție         | —                   |

## Galerie

1981-2012
2012–2017
2022-